# Moonwalk

Moonwalk sendo executado

O moonwalk ou backslide é um passo de dança do popping (funk) em que o dançarino se move para trás enquanto parece caminhar para frente. Tornou-se notório após o cantor Michael Jackson executa-lo no especial de TV em 1983.
Existem relatados do moonwalk e passos semelhantes executados pelo cantor Cab Calloway na década de 1930. Em 1985, este disse que naquela época o passo era chamado de "The Buzz".

## Técnica

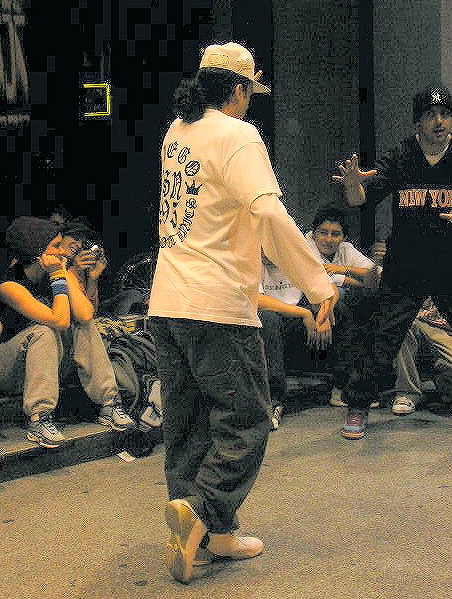
Dançarino fazendo o moonwalk em Madri

Para dar a aparência de que o dançarino está deslizando para trás faz-se uso de um elemento de ilusão. Inicialmente, o pé da frente é mantido plano no chão, enquanto o pé traseiro está na posição de ponta dos pés. O pé dianteiro permanece no chão, mas é deslizado levemente e suavemente para trás, passado pelo pé traseiro, que está na ponta dos pés. Aquele que agora é o pé dianteiro é abaixado, enquanto o pé traseiro é levantado à posição de ponta dos pés. Essas etapas são repetidas consecutivamente, criando a ilusão de que o dançarino está sendo puxado para trás por uma força invisível enquanto tenta andar para frente. Variações deste passo permitem que o dançarino pareça deslizar para a frente, para o lado, ou mesmo em círculos.

## História
Existem diversas instâncias registradas do moonwalk; passos semelhantes, feitos pelo cantor norte-americano Cab Calloway, foram relatados já em 1932. Em 1985, Calloway disse que o passo era chamado de "The Buzz" quando ele e outros artistas o faziam na década de 1930.
Em 1944, Judy Garland e Margaret O'Brien fizeram algo similar ao moonwalk em sua performance de "Under the Bamboo Tree", no filme Meet Me in St. Louis, mas o passo não cria a ilusão criada pelo verdadeiro moonwalk.
Na década de 1950, o artista americano Dick Van Dyke fazia uma variação similar do moonwalk e do camel walk em seu show de comédia chamado "Mailing A Letter On A Windy Corner".
Em 1955, o passo foi filmado em uma performance do dançarino de sapateado Bill Bailey. No vídeo, ele faz uma coreografia de sapateado e, no final, sai do palco deslizando para trás. O artista de mímica francês Marcel Marceau usou o passo ao longo de sua carreira (da década de 1940 até a década de 1980), como parte de seu show de mímicas. Em sua coreografia "Walking Against the Wind", ele finge estar sendo empurrado para trás por uma rajada de vento.
Em 1958, o dançarino-comediante mexicano Adalberto Martínez "Resortes" também realizou o moonwalk no filme Colegio de Verano (Escola de Verão).
Em um episódio da série de TV H.R. Pufnstuf, de novembro de 1969, Judy the Frog ensina a todos uma nova dança chamada "The Moonwalk", que inclui duas instâncias de um moonwalk estacionário.
Em 1972, no episódio 9 da 5ª temporada da série Here's Lucy, chamado "Lucy e Jim Bailey", Lucie Arnaz faz o moonwalk enquanto canta "Fever" com Jim Bailey.
O passo tornou-se conhecido mundialmente após o cantor norte-americano Michael Jackson executa-lo durante apresentação de "Billie Jean" no especial de TV Motown 25: Yesterday, Today, Forever, ocorrido em 25 de março de 1983, e transmitido em 16 de maio de 1983. Posteriormente, este veio a tornar-se o passo mais famoso do cantor.